# Gol (Noruega)
Gol é uma comuna da Noruega, situada no antigo condado de Buskerud. Possui uma área de 532 km² e uma população de 4 372 habitantes, segundo o censo de 2004. A cidade-sede também se chama Gol e é um importante ponto de passagem no vale de Hallingdal.

## Geografia e localização
Gol está localizada no centro do vale de Hallingdal, uma importante região do interior da Noruega. A comuna faz parte do distrito tradicional de Østlandet e possui relevo montanhoso, com áreas propícias para esportes de inverno e turismo rural. É atravessada por importantes rotas que conectam o leste ao oeste do país.